# Przetwarzanie bez granic
Przetwarzanie bez granic (ang. pervasive computing lub ubiquitous computing), także przetwarzanie rozpowszechnione – pojęcie ilustrujące użycie urządzeń komputerowych we wszystkich możliwych dziedzinach życia, szczególnie zastosowanie urządzeń mobilnych, jak telefony komórkowe, komputery przenośne, PDA i inne, oraz sieci bezprzewodowych. Pojęcie to jest także rozszerzane na zastosowanie urządzeń, o których obecności lub przynajmniej zasadach działania zwykły użytkownik nie wie, jak procesory wbudowane w wiele urządzeń codziennego użytku.